# Joyce Bennett
Joyce Bennett (Joyce Elaine Bennett; * 11. Mai 1945 in Guildford, Western Australia) ist eine ehemalige australische Sprinterin.

## Karriere
1962 gewann sie bei den British Empire and Commonwealth Games in Perth Silber über 220 Yards und siegte mit der australischen 4-mal-110-Yards-Stafette. Über 100 Yards schied sie im Halbfinale aus.
Bei den Olympischen Spielen 1964 in Tokio erreichte sie über 200 m das Halbfinale und kam in der 4-mal-100-Meter-Staffel auf den sechsten Platz.
Zwei Jahre später wurde sie bei den British Empire and Commonwealth Games 1966 in Kingston jeweils Fünfte über 100 Yards und 220 Yards und verteidigte ihren Titel mit der 4-mal-110-Yards-Stafette. 
Bei den Olympischen Spielen 1968 in Mexiko-Stadt scheiterte sie über 400 m im Vorlauf und belegte in der 4-mal-100-Meter-Staffel den fünften Platz.
Dreimal wurde sie Australische Meisterin über 220 Yards (1963, 1964, 1966) und einmal über 100 Yards (1964).

## Persönliche Bestzeiten
- 100 m: 11,6 s, 1966
- 200 m: 23,2 s, 10. März 1968, Adelaide
- 400 m: 54,2 s, 1968